# Fiat L6/40
A Fiat L6/40 egy könnyű harckocsi volt, melyet az olasz hadsereg használt 1940-től a második világháború végéig. A hivatalos olasz megjelölés a Carro Armato L 6/40 volt. A megjelölés a következőképpen értendő: „L” a Leggero (magyarul: könnyű), ezt követi a súly tonnában (6), majd a szolgálatba állítás éve (1940).

## Leírás és történet
Az L6/40 egy hagyományos könnyű harckocsi tervezet volt szegecselt konstrukcióval. Egyfős lövegtornya középpontjában egy Breda Modello 35 20 mm-es főlöveg kapott helyet, mellette pedig egy Breda Modello 38 8 mm-es párhuzamosított géppuska. A vezető a teknő jobb oldalán ült. A páncélzat 6–30 mm vastag, ami nagyjából megegyezett az akkori szövetséges könnyű harckocsikéval.
Érdekességképpen, a járművet a Fiat-Ansaldo tervezte, mint export termék, az olasz hadsereg pedig akkor rendszeresítette, mikor a katonai vezetés értesült a tervezetről, és érdeklődni kezdett felőle.
Az L6/40 volt a fő harckocsitípus, melyet az olasz erők a keleti fronton bevetettek az L6/40 alvázán alapuló Semovente 47/32 mellett. Az L6/40 típusokat az észak-afrikai hadművelet folyamán is bevetették.

## Fejlesztés
A Fiat L3 könnyű harckocsi továbbfejlesztéseként az L6 harckocsinak több prototípusa is készült az 1930-as évek folyamán. Az elsőt egy sponson-foglalatban elhelyezett 37 mm-s löveggel és egy géppuskával felszerelt toronnyal látták el. A későbbi változat toronyba helyezett 37 mm-s löveggel, az azt követő változat egy 8 mm-s ikergéppuskával készült. Végül a sorozatban gyártott változat, amely a Carro Armato L6/40 megjelölést kapta; 1939-be kezdték sorozatgyártását, és összesen 283 járművet gyártottak le.
Az L6 Lf lángszórós harckocsit úgy tervezték, hogy a főlöveg helyére lángszórót szerelnek egy 200 literes tartállyal. A parancsnoki változatot kiegészítő rádiós eszközökkel és nyitott tetejű toronnyal látták el. A legsikeresebb változata a Semovente 47/32 volt, melynél eltávolították a tornyot és egy 47 mm-s páncéltörő löveggel látták el. A végső változatot, amely a háború végén készült már csak egy 8 mm-s Breda géppuskával szerelték fel. Ezt a típust a Semovente 90/53 mellett használták, mint lőszerszállító jármű, mivel a Semovente csak 6 darab lőszert tudott magával vinni.

## Alkalmazás

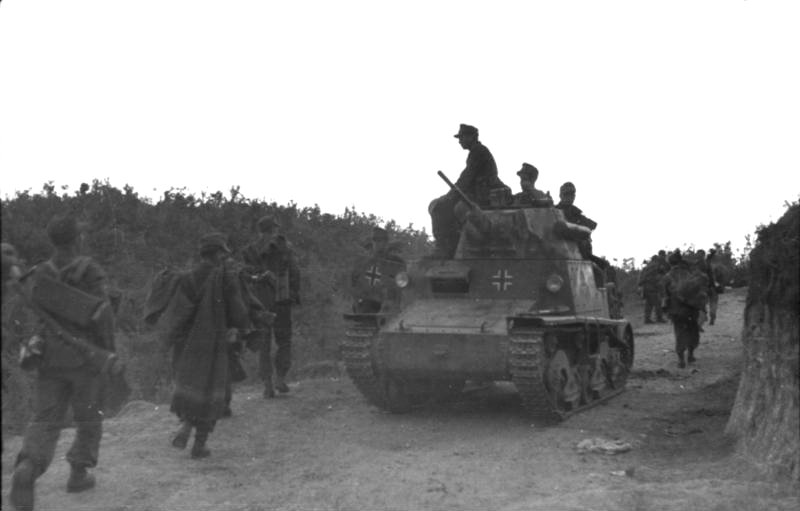
Egy L6/40 német jelzésekkel német gyalogosok mellett halad el a megszállt Albániában, 1943 szeptemberében.

Az L6/40 könnyű harckocsikat az olaszok használták a balkáni hadjárat alatt, mikor a Szovjetunió ellen harcoltak, az észak-afrikai hadjárat befejező szakaszában, illetve Szicília és Olaszország védelménél vetették be.
Az L6/40 volt a fő harckocsitípus, melyet az olasz erők a keleti fronton használtak. Az L6 harckocsik mellett az L6/40 alvázán alapuló Semovente 47/32 önjáró lövegeket is bevetették.
Habár egy egészen jó könnyű harckocsi volt a maga méretében, fejlesztéseinek köszönhetően pedig a kis harckocsik felé emelkedett, melyek általánosak voltak az olasz hadseregben, már bevezetésekor is elavultnak számított. A jármű alacsony sziluettje (valamivel magasabb volt, mint egy átlagos férfi) jól használhatóvá tette felderítési feladatkör betöltésére, fegyverzete pedig hatékony volt bármilyen könnyű jármű ellen. Mivel az olasz haderőnél hiánycikknek számítottak a megfelelő közepes harckocsik, így gyakran hadba fogták az L6/40 harckocsikat, bár erre a feladatkörre nemigen voltak alkalmasak.

## Egyéb adatok
- Manőverezhetőség:
  - Gázló képesség: 0,8 m
  - Mászóképesség: 60%
  - Lépcsőmászó képesség: 0,7 m
  - Árokáthidaló képesség: 1,7 m
- Fegyverzet:
  - Lőszer javadalmazás: 296 darab ágyú- és 1560 darab géppuskalőszer
  - Oldal- és magassági irányzás: -12° +20° le és fel, 360° körbe

## Galéria

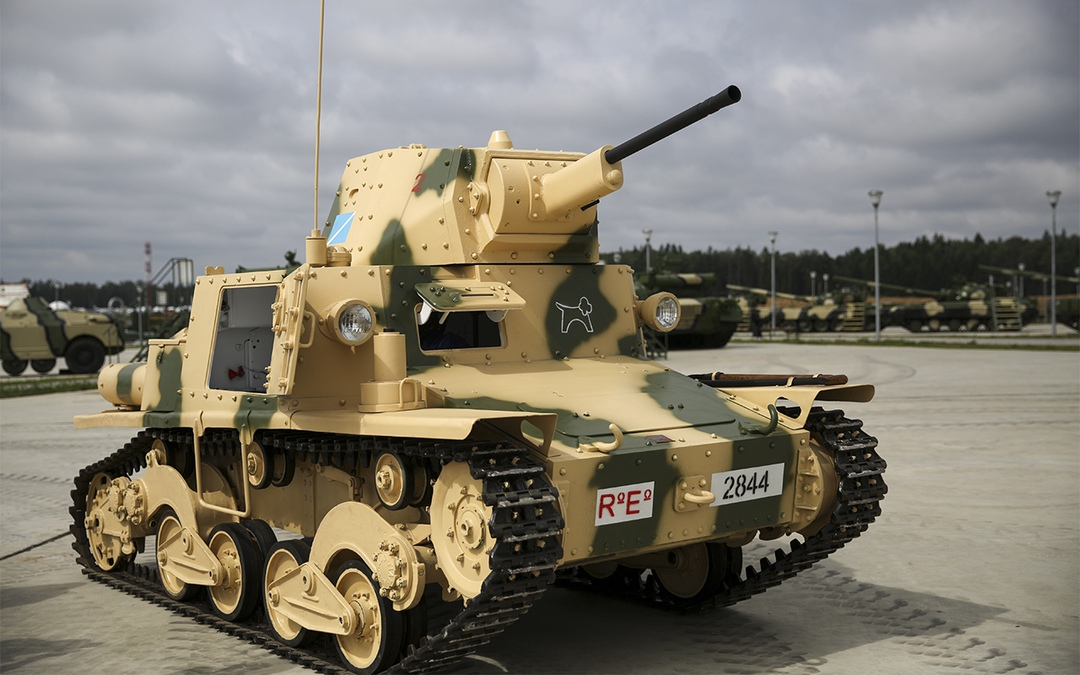
Restaurált L6/40 Kubinka-i harckocsi múzeumban
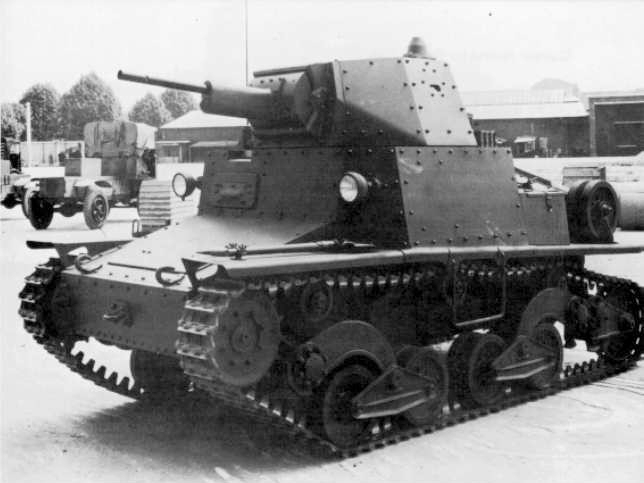
Fiat-Ansaldo L6/40 kisharkocsi 1940-ben
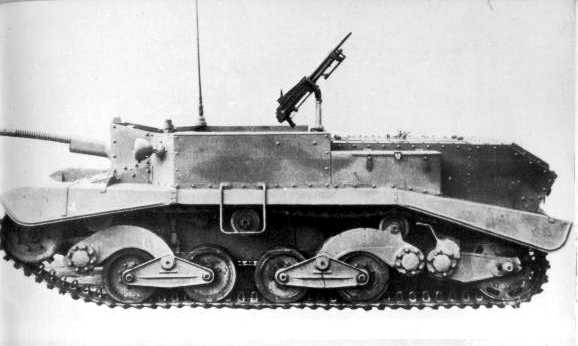
L6/40 lőszerszállító változata
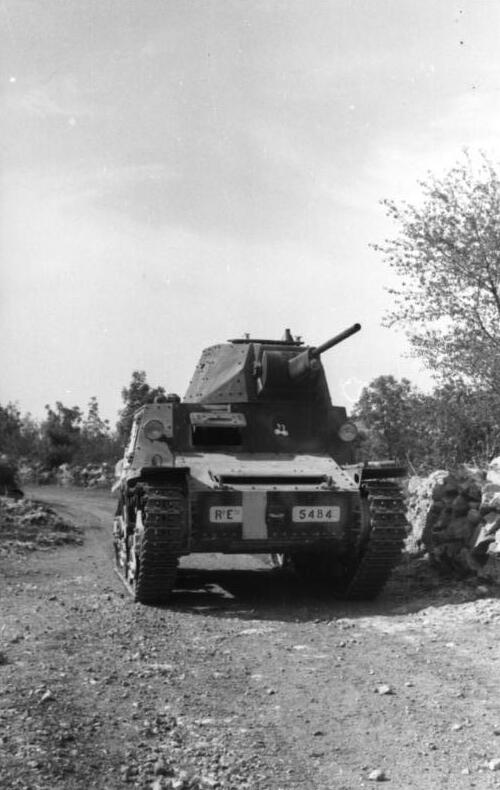
Olasz Fiat L6/40 könnyű harckocsi a Balkánon

## Lásd még
- 2-es típusú könnyű harckocsi
- T–40
- Panzerkampfwagen I

## Fordítás
- Ez a szócikk részben vagy egészben  a   Fiat L6/40 című angol Wikipédia-szócikk ezen változatának fordításán alapul.  Az eredeti cikk szerkesztőit annak laptörténete sorolja fel. Ez a jelzés csupán a megfogalmazás eredetét és a szerzői jogokat jelzi, nem szolgál a cikkben szereplő információk forrásmegjelöléseként.